# 사카이촌 (도치기현 아소군)
사카이촌(界村)은 도치기현의 남서부 아소군에 속했던 촌이다. 군마현과 인접한다.

## 역사
- 1889년 4월 1일 - 정촌제 시행에 의해 아소군 사카이촌이 성립하였다.
- 1943년 4월 1일 - 아소군 사노정, 이누부시정, 호리고메정, 우에노촌, 하타가와촌과 합병해 사노시가 되었다.